# Upplands runinskrifter 148
Upplands runinskrifter 148 står nära skogskanten på östra sidan gläntan söder om sjön Fjäturen. Roslagsleden passerar stenen. 

## Inskriften

### Inskriften i runor
ᛁᚾᚴᛁᚠᛅᛋᛏᚱ᛫ᛚᛁᛏ᛫ᚱᛁᛋᛏᛅ᛫ᚱᚢᚾᛅᛦ᛫ᚦᛁᛋᛅᛦ᛫ᛅᚠᛏᛁᛦ᛫ᚱᛅᚼᚾᚠᚱᛁᚦᛁ᛫ᚴᚢᛁᚾᚢ᛫ᛋᛁᚾᛅ᛫ᛅᚢᚴ᛫‍‍‍...ᚴᚱ᛫ᛅᚠᛏᛁᛦ᛫ᛘᚢᚦᚢᚱ᛫ᛋᛁᚾᛅ

### Inskriften i translitterering
Ingifastr let rista runaR þessaR æftiR Ragnfriði, kvinnu sina, ok [Hæ]m[i]ngR æftiR moður sina.

### Inskriften i översättning
"Ingefast lät rista dessa runor efter Ragnfrid sin hustru, och Häming efter sin moder."

## Historia
Stenen tillhör gruppen av Jarlabankestenarna. Ingefast var Jarlabankes fader och Häming hans halvbror från faderns första äktenskap med Ragnfrid.

## Bildgalleri

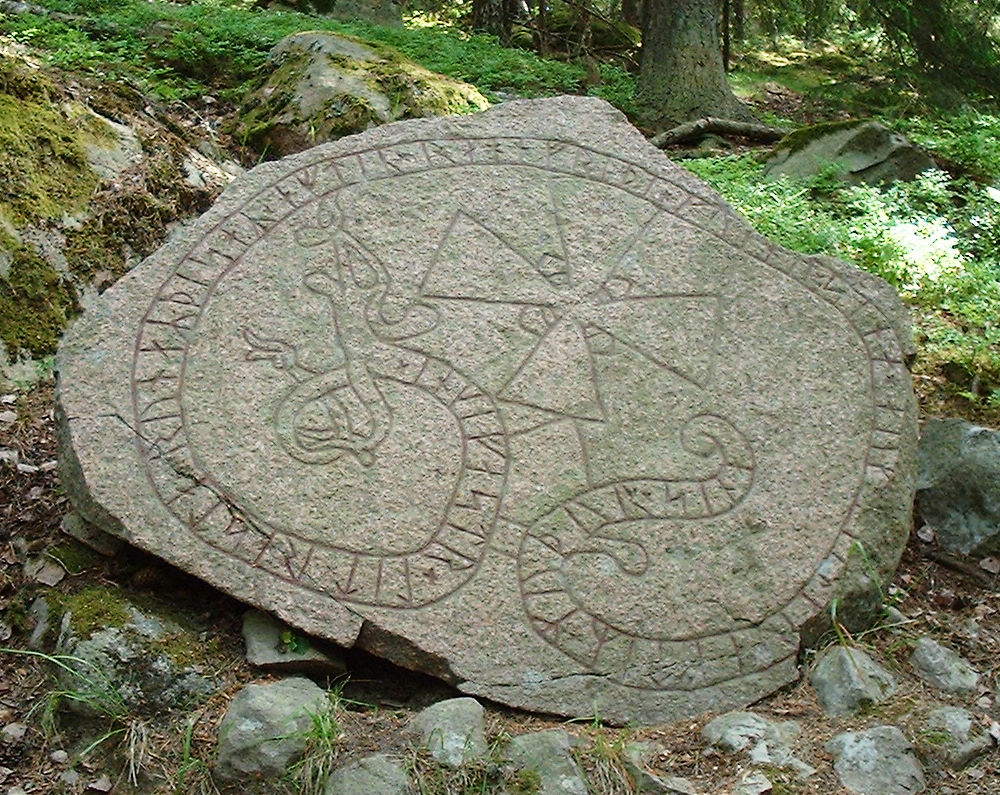
U 148 år 2001
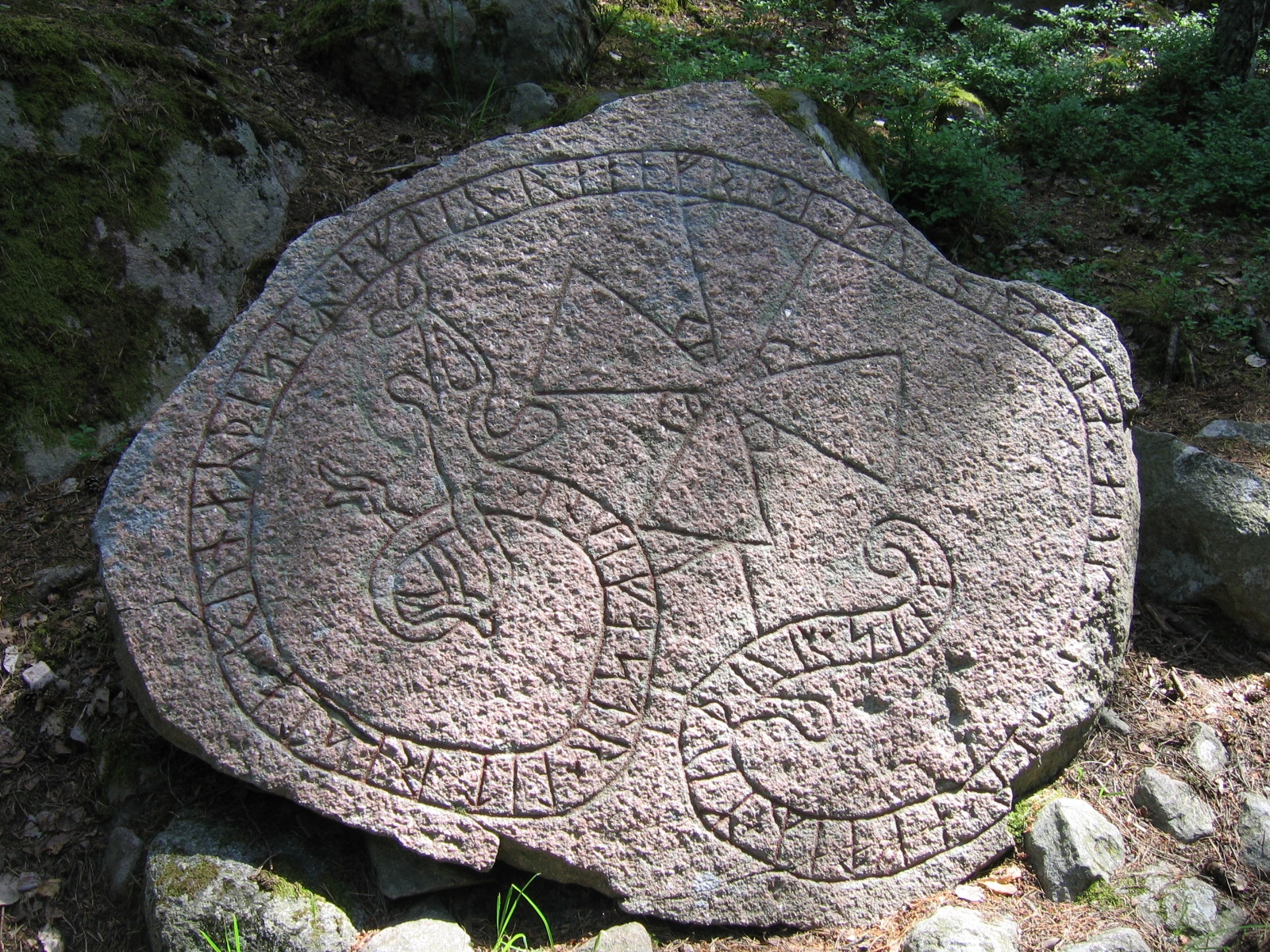
U 148 år 2007

### Fotnoter
1. ↑  Unicode stöd för runor behövs i din webbläsare